# Letzte Liebe (1991)
Letzte Liebe ist ein im Auftrag des DFF hergestellter Spielfilm der DEFA Studio Babelsberg GmbH von Richard Engel aus dem Jahr 1991 nach der gleichnamigen Novelle von Kurt Biesalski.

## Handlung
Frau Amelung sitzt am Frühstückstisch und erklärt ihrem Mann und den zwei fast erwachsenen Söhnen, dass sie im Alter von 43 Jahren noch ein Kind bekommen wird. Von Begeisterung ist in der Familie keine Spur und der ältere Sohn, der zur Armee kommt, macht ihr klar, dass nur eine Abtreibung in Frage kommen kann, denn eine Schwangerschaft mit ihren Folgen kann sie ihren Söhnen nicht zumuten. Bei der Einlieferung ins Krankenhaus zum Abbruch macht ihr Mann Gerhard das Angebot, sie solle auf den Eingriff verzichten und wieder nach Hause zu fahren. Doch erst im Krankenhausbett, während des Gesprächs mit dem Chefarzt Dr. Lewitz, ändert sie ihre Meinung und will das Kind nun doch behalten.
Drei Jahre später trifft sie bei einem Spaziergang mit ihrer Tochter Lena den Gynäkologen Dr. Lewitz wieder und bekommt von ihrem Mann den Rat, sich bei ihm noch einmal zu bedanken. Deshalb geht sie zu ihm ins Krankenhaus, hat ein längeres Gespräch, erzählt von ihrem verständnisvollen Mann, bei dem so langsam die ersten Alterserscheinungen auftreten und von den Problemen mit ihren beiden Jungen. Während dieses Gesprächs verliebt sich Bettina Amelung Hals über Kopf in ihn, was sie eines Abends auch ihrem Mann vor dem Einschlafen erzählt. Als der Arzt dann in der Kaufhalle erscheint, in der sie als Fleischverkäuferin arbeitet und bei ihr etwas Wurst kaufen will, entschließt sich Bettina, ihn anzurufen, um sich mit ihm zu treffen, was sie wiederum auch ihrem Mann erzählt. Auf ein Gespräch im Sprechzimmer des Krankenhauses will sie sich nicht einlassen und überzeugt ihn, sich privat mit ihr zu treffen, weshalb sie sich zu einer Fahrt in seinem Auto verabreden. Auf ihren Wunsch fährt Dr. Lewitz sie zur Steilküste an die Ostsee, wo sie ihm ihre Liebe erklären will. In dem Gespräch schüttet Bettina ihr ganzes Herz aus und erzählt, dass sie wohl das erste Mal so richtig verliebt ist. Sie muss aber in einem versöhnlichen Ton erfahren, dass ihre Liebe unerwidert bleibt, und so trennen sich ihre Wege an der See. Zu Hause im Bett erzählt sie ihrem Mann, dass sie sich mit Dr. Lewitz getroffen hat.
Bettina verrennt sich immer mehr in die Idee, mit dem Arzt zusammenzukommen und wird zur Stalkerin. Sie fängt an, ihn zu beobachten und zu verfolgen. Sie betrinkt sich vor Kummer und erklärt ihrer Familie deutlich, dass sie ihn liebt. In der Kaufhalle wird sie ausfallend und darf nicht mehr die Kunden bedienen, sondern nur noch im Hintergrund arbeiten. Neue jugendliche Kleider, eine neue Frisur und viel Schminke bestimmen nun ihr Aussehen. Eines Tages bekommt sie von ihrem Mann den Brief eines ihrer Söhne zu lesen, in dem geschrieben steht, dass sie sich zur Hure entwickelt habe. Auch die Nachbarn reden schon offen darüber. Während einer Gartenparty bei Dr. Lewitz dringt sie auf sein Grundstück ein, klammert sich an ihn, um ihn zu küssen und wird von ihm in ein Schlammloch geworfen.
In einem längeren Gespräch am Strand der Ostsee gehen Bettina und Gerhard Amelung wieder langsam aufeinander zu, denn sie hat eingesehen, dass die Liebe zu dem Arzt nur ein Wunschtraum war. Sie werden mit ein wenig Glück ihrer Ehe eine neue Chance geben.

## Produktion
Letzte Liebe wurde auf ORWO-Color gedreht und hatte seine Erstausstrahlung am 13. Januar 1991 in der Länderkette des DFF. Die Dramaturgie des Films lag in den Händen von Detlef Espey und Jutta Kleberg, das Szenarium wurde von Richard Engel erarbeitet.

## Kritik
Horst Buder fand in der NeuenZeit, dass es eine Menge zum Nachdenken und persönlichem Bessermachen gab und meinte, wenn ein Film so etwas vermittelt, dann hat er schon halb gewonnen.
Für das Lexikon des internationalen Films ist das ein kammerspielhafter Fernsehfilm.